# 冰岛市镇

2021年冰岛市镇区划图

市镇是冰岛的基层行政单位，为辖区内居民提供诸如幼儿园、小学、垃圾处理、社会服务、公共住宅、公共交通、老年人及残障人士护理等各类服务。市镇也管理土地规划，及在其预算范围内自愿承担额外的功能。市镇对本地事务的自主权得到冰岛宪法的保障。
2024年底冰岛共有62个市镇。市镇的数量在20世纪中期达到高峰。1950年时有229个市镇，1995年时数量减至170个，2000年时剩下124个。2022年时减至64个市镇。

## 行政管理
市镇由市镇议会来管理，市镇议会每四年由直选产生。市镇议会的议员数量据市镇大小而不一，最少为五名，最多为15名。除了一些小市镇外，大多数市镇都雇佣一位执行经理，该执行经理可能但不一定是市镇议会议员。这些执行经理通常在城市化的市镇里称为“市长”，但在乡村或城乡混合的市镇里称为“市镇经理”。通常这些执行经理是职业管理员，并在政治上保持中立。